# Herbert Ahues
Ne doit pas être confondu avec Carl Ahues.
Herbert Siegfried Oskar Ahues est un compositeur Allemand de problèmes d'échecs, né le 2 mars 1922 et mort le 11 juillet 2015.
Grand-Maître International de la FIDE pour la composition échiquéenne depuis 1989, il est le fils du champion d'Allemagne Carl Ahues.
Carl Ahues était spécialiste des mats directs en deux coups.

## Exemple de composition
|   | a | b | c | d | e | f | g | h |   |
| 8 | Fou blanc sur case noire h8 · Cavalier blanc sur case noire c7 · Pion noir sur case blanche e6 · Pion noir sur case blanche b5 · Pion noir sur case noire g5 · Pion blanc sur case noire b4 · Cavalier noir sur case blanche c4 · Pion blanc sur case noire d4 · Roi noir sur case blanche e4 · Fou noir sur case noire a3 · Cavalier noir sur case blanche d3 · Cavalier blanc sur case noire e3 · Tour blanche sur case blanche f3 · Roi blanc sur case noire g3 · Fou blanc sur case blanche h3 · Fou noir sur case blanche c2 · Pion blanc sur case blanche e2 · Dame blanche sur case noire a1 | Fou blanc sur case noire h8 · Cavalier blanc sur case noire c7 · Pion noir sur case blanche e6 · Pion noir sur case blanche b5 · Pion noir sur case noire g5 · Pion blanc sur case noire b4 · Cavalier noir sur case blanche c4 · Pion blanc sur case noire d4 · Roi noir sur case blanche e4 · Fou noir sur case noire a3 · Cavalier noir sur case blanche d3 · Cavalier blanc sur case noire e3 · Tour blanche sur case blanche f3 · Roi blanc sur case noire g3 · Fou blanc sur case blanche h3 · Fou noir sur case blanche c2 · Pion blanc sur case blanche e2 · Dame blanche sur case noire a1 | Fou blanc sur case noire h8 · Cavalier blanc sur case noire c7 · Pion noir sur case blanche e6 · Pion noir sur case blanche b5 · Pion noir sur case noire g5 · Pion blanc sur case noire b4 · Cavalier noir sur case blanche c4 · Pion blanc sur case noire d4 · Roi noir sur case blanche e4 · Fou noir sur case noire a3 · Cavalier noir sur case blanche d3 · Cavalier blanc sur case noire e3 · Tour blanche sur case blanche f3 · Roi blanc sur case noire g3 · Fou blanc sur case blanche h3 · Fou noir sur case blanche c2 · Pion blanc sur case blanche e2 · Dame blanche sur case noire a1 | Fou blanc sur case noire h8 · Cavalier blanc sur case noire c7 · Pion noir sur case blanche e6 · Pion noir sur case blanche b5 · Pion noir sur case noire g5 · Pion blanc sur case noire b4 · Cavalier noir sur case blanche c4 · Pion blanc sur case noire d4 · Roi noir sur case blanche e4 · Fou noir sur case noire a3 · Cavalier noir sur case blanche d3 · Cavalier blanc sur case noire e3 · Tour blanche sur case blanche f3 · Roi blanc sur case noire g3 · Fou blanc sur case blanche h3 · Fou noir sur case blanche c2 · Pion blanc sur case blanche e2 · Dame blanche sur case noire a1 | Fou blanc sur case noire h8 · Cavalier blanc sur case noire c7 · Pion noir sur case blanche e6 · Pion noir sur case blanche b5 · Pion noir sur case noire g5 · Pion blanc sur case noire b4 · Cavalier noir sur case blanche c4 · Pion blanc sur case noire d4 · Roi noir sur case blanche e4 · Fou noir sur case noire a3 · Cavalier noir sur case blanche d3 · Cavalier blanc sur case noire e3 · Tour blanche sur case blanche f3 · Roi blanc sur case noire g3 · Fou blanc sur case blanche h3 · Fou noir sur case blanche c2 · Pion blanc sur case blanche e2 · Dame blanche sur case noire a1 | Fou blanc sur case noire h8 · Cavalier blanc sur case noire c7 · Pion noir sur case blanche e6 · Pion noir sur case blanche b5 · Pion noir sur case noire g5 · Pion blanc sur case noire b4 · Cavalier noir sur case blanche c4 · Pion blanc sur case noire d4 · Roi noir sur case blanche e4 · Fou noir sur case noire a3 · Cavalier noir sur case blanche d3 · Cavalier blanc sur case noire e3 · Tour blanche sur case blanche f3 · Roi blanc sur case noire g3 · Fou blanc sur case blanche h3 · Fou noir sur case blanche c2 · Pion blanc sur case blanche e2 · Dame blanche sur case noire a1 | Fou blanc sur case noire h8 · Cavalier blanc sur case noire c7 · Pion noir sur case blanche e6 · Pion noir sur case blanche b5 · Pion noir sur case noire g5 · Pion blanc sur case noire b4 · Cavalier noir sur case blanche c4 · Pion blanc sur case noire d4 · Roi noir sur case blanche e4 · Fou noir sur case noire a3 · Cavalier noir sur case blanche d3 · Cavalier blanc sur case noire e3 · Tour blanche sur case blanche f3 · Roi blanc sur case noire g3 · Fou blanc sur case blanche h3 · Fou noir sur case blanche c2 · Pion blanc sur case blanche e2 · Dame blanche sur case noire a1 | Fou blanc sur case noire h8 · Cavalier blanc sur case noire c7 · Pion noir sur case blanche e6 · Pion noir sur case blanche b5 · Pion noir sur case noire g5 · Pion blanc sur case noire b4 · Cavalier noir sur case blanche c4 · Pion blanc sur case noire d4 · Roi noir sur case blanche e4 · Fou noir sur case noire a3 · Cavalier noir sur case blanche d3 · Cavalier blanc sur case noire e3 · Tour blanche sur case blanche f3 · Roi blanc sur case noire g3 · Fou blanc sur case blanche h3 · Fou noir sur case blanche c2 · Pion blanc sur case blanche e2 · Dame blanche sur case noire a1 | 8 |
| 7 | Fou blanc sur case noire h8 · Cavalier blanc sur case noire c7 · Pion noir sur case blanche e6 · Pion noir sur case blanche b5 · Pion noir sur case noire g5 · Pion blanc sur case noire b4 · Cavalier noir sur case blanche c4 · Pion blanc sur case noire d4 · Roi noir sur case blanche e4 · Fou noir sur case noire a3 · Cavalier noir sur case blanche d3 · Cavalier blanc sur case noire e3 · Tour blanche sur case blanche f3 · Roi blanc sur case noire g3 · Fou blanc sur case blanche h3 · Fou noir sur case blanche c2 · Pion blanc sur case blanche e2 · Dame blanche sur case noire a1 | Fou blanc sur case noire h8 · Cavalier blanc sur case noire c7 · Pion noir sur case blanche e6 · Pion noir sur case blanche b5 · Pion noir sur case noire g5 · Pion blanc sur case noire b4 · Cavalier noir sur case blanche c4 · Pion blanc sur case noire d4 · Roi noir sur case blanche e4 · Fou noir sur case noire a3 · Cavalier noir sur case blanche d3 · Cavalier blanc sur case noire e3 · Tour blanche sur case blanche f3 · Roi blanc sur case noire g3 · Fou blanc sur case blanche h3 · Fou noir sur case blanche c2 · Pion blanc sur case blanche e2 · Dame blanche sur case noire a1 | Fou blanc sur case noire h8 · Cavalier blanc sur case noire c7 · Pion noir sur case blanche e6 · Pion noir sur case blanche b5 · Pion noir sur case noire g5 · Pion blanc sur case noire b4 · Cavalier noir sur case blanche c4 · Pion blanc sur case noire d4 · Roi noir sur case blanche e4 · Fou noir sur case noire a3 · Cavalier noir sur case blanche d3 · Cavalier blanc sur case noire e3 · Tour blanche sur case blanche f3 · Roi blanc sur case noire g3 · Fou blanc sur case blanche h3 · Fou noir sur case blanche c2 · Pion blanc sur case blanche e2 · Dame blanche sur case noire a1 | Fou blanc sur case noire h8 · Cavalier blanc sur case noire c7 · Pion noir sur case blanche e6 · Pion noir sur case blanche b5 · Pion noir sur case noire g5 · Pion blanc sur case noire b4 · Cavalier noir sur case blanche c4 · Pion blanc sur case noire d4 · Roi noir sur case blanche e4 · Fou noir sur case noire a3 · Cavalier noir sur case blanche d3 · Cavalier blanc sur case noire e3 · Tour blanche sur case blanche f3 · Roi blanc sur case noire g3 · Fou blanc sur case blanche h3 · Fou noir sur case blanche c2 · Pion blanc sur case blanche e2 · Dame blanche sur case noire a1 | Fou blanc sur case noire h8 · Cavalier blanc sur case noire c7 · Pion noir sur case blanche e6 · Pion noir sur case blanche b5 · Pion noir sur case noire g5 · Pion blanc sur case noire b4 · Cavalier noir sur case blanche c4 · Pion blanc sur case noire d4 · Roi noir sur case blanche e4 · Fou noir sur case noire a3 · Cavalier noir sur case blanche d3 · Cavalier blanc sur case noire e3 · Tour blanche sur case blanche f3 · Roi blanc sur case noire g3 · Fou blanc sur case blanche h3 · Fou noir sur case blanche c2 · Pion blanc sur case blanche e2 · Dame blanche sur case noire a1 | Fou blanc sur case noire h8 · Cavalier blanc sur case noire c7 · Pion noir sur case blanche e6 · Pion noir sur case blanche b5 · Pion noir sur case noire g5 · Pion blanc sur case noire b4 · Cavalier noir sur case blanche c4 · Pion blanc sur case noire d4 · Roi noir sur case blanche e4 · Fou noir sur case noire a3 · Cavalier noir sur case blanche d3 · Cavalier blanc sur case noire e3 · Tour blanche sur case blanche f3 · Roi blanc sur case noire g3 · Fou blanc sur case blanche h3 · Fou noir sur case blanche c2 · Pion blanc sur case blanche e2 · Dame blanche sur case noire a1 | Fou blanc sur case noire h8 · Cavalier blanc sur case noire c7 · Pion noir sur case blanche e6 · Pion noir sur case blanche b5 · Pion noir sur case noire g5 · Pion blanc sur case noire b4 · Cavalier noir sur case blanche c4 · Pion blanc sur case noire d4 · Roi noir sur case blanche e4 · Fou noir sur case noire a3 · Cavalier noir sur case blanche d3 · Cavalier blanc sur case noire e3 · Tour blanche sur case blanche f3 · Roi blanc sur case noire g3 · Fou blanc sur case blanche h3 · Fou noir sur case blanche c2 · Pion blanc sur case blanche e2 · Dame blanche sur case noire a1 | Fou blanc sur case noire h8 · Cavalier blanc sur case noire c7 · Pion noir sur case blanche e6 · Pion noir sur case blanche b5 · Pion noir sur case noire g5 · Pion blanc sur case noire b4 · Cavalier noir sur case blanche c4 · Pion blanc sur case noire d4 · Roi noir sur case blanche e4 · Fou noir sur case noire a3 · Cavalier noir sur case blanche d3 · Cavalier blanc sur case noire e3 · Tour blanche sur case blanche f3 · Roi blanc sur case noire g3 · Fou blanc sur case blanche h3 · Fou noir sur case blanche c2 · Pion blanc sur case blanche e2 · Dame blanche sur case noire a1 | 7 |
| 6 | Fou blanc sur case noire h8 · Cavalier blanc sur case noire c7 · Pion noir sur case blanche e6 · Pion noir sur case blanche b5 · Pion noir sur case noire g5 · Pion blanc sur case noire b4 · Cavalier noir sur case blanche c4 · Pion blanc sur case noire d4 · Roi noir sur case blanche e4 · Fou noir sur case noire a3 · Cavalier noir sur case blanche d3 · Cavalier blanc sur case noire e3 · Tour blanche sur case blanche f3 · Roi blanc sur case noire g3 · Fou blanc sur case blanche h3 · Fou noir sur case blanche c2 · Pion blanc sur case blanche e2 · Dame blanche sur case noire a1 | Fou blanc sur case noire h8 · Cavalier blanc sur case noire c7 · Pion noir sur case blanche e6 · Pion noir sur case blanche b5 · Pion noir sur case noire g5 · Pion blanc sur case noire b4 · Cavalier noir sur case blanche c4 · Pion blanc sur case noire d4 · Roi noir sur case blanche e4 · Fou noir sur case noire a3 · Cavalier noir sur case blanche d3 · Cavalier blanc sur case noire e3 · Tour blanche sur case blanche f3 · Roi blanc sur case noire g3 · Fou blanc sur case blanche h3 · Fou noir sur case blanche c2 · Pion blanc sur case blanche e2 · Dame blanche sur case noire a1 | Fou blanc sur case noire h8 · Cavalier blanc sur case noire c7 · Pion noir sur case blanche e6 · Pion noir sur case blanche b5 · Pion noir sur case noire g5 · Pion blanc sur case noire b4 · Cavalier noir sur case blanche c4 · Pion blanc sur case noire d4 · Roi noir sur case blanche e4 · Fou noir sur case noire a3 · Cavalier noir sur case blanche d3 · Cavalier blanc sur case noire e3 · Tour blanche sur case blanche f3 · Roi blanc sur case noire g3 · Fou blanc sur case blanche h3 · Fou noir sur case blanche c2 · Pion blanc sur case blanche e2 · Dame blanche sur case noire a1 | Fou blanc sur case noire h8 · Cavalier blanc sur case noire c7 · Pion noir sur case blanche e6 · Pion noir sur case blanche b5 · Pion noir sur case noire g5 · Pion blanc sur case noire b4 · Cavalier noir sur case blanche c4 · Pion blanc sur case noire d4 · Roi noir sur case blanche e4 · Fou noir sur case noire a3 · Cavalier noir sur case blanche d3 · Cavalier blanc sur case noire e3 · Tour blanche sur case blanche f3 · Roi blanc sur case noire g3 · Fou blanc sur case blanche h3 · Fou noir sur case blanche c2 · Pion blanc sur case blanche e2 · Dame blanche sur case noire a1 | Fou blanc sur case noire h8 · Cavalier blanc sur case noire c7 · Pion noir sur case blanche e6 · Pion noir sur case blanche b5 · Pion noir sur case noire g5 · Pion blanc sur case noire b4 · Cavalier noir sur case blanche c4 · Pion blanc sur case noire d4 · Roi noir sur case blanche e4 · Fou noir sur case noire a3 · Cavalier noir sur case blanche d3 · Cavalier blanc sur case noire e3 · Tour blanche sur case blanche f3 · Roi blanc sur case noire g3 · Fou blanc sur case blanche h3 · Fou noir sur case blanche c2 · Pion blanc sur case blanche e2 · Dame blanche sur case noire a1 | Fou blanc sur case noire h8 · Cavalier blanc sur case noire c7 · Pion noir sur case blanche e6 · Pion noir sur case blanche b5 · Pion noir sur case noire g5 · Pion blanc sur case noire b4 · Cavalier noir sur case blanche c4 · Pion blanc sur case noire d4 · Roi noir sur case blanche e4 · Fou noir sur case noire a3 · Cavalier noir sur case blanche d3 · Cavalier blanc sur case noire e3 · Tour blanche sur case blanche f3 · Roi blanc sur case noire g3 · Fou blanc sur case blanche h3 · Fou noir sur case blanche c2 · Pion blanc sur case blanche e2 · Dame blanche sur case noire a1 | Fou blanc sur case noire h8 · Cavalier blanc sur case noire c7 · Pion noir sur case blanche e6 · Pion noir sur case blanche b5 · Pion noir sur case noire g5 · Pion blanc sur case noire b4 · Cavalier noir sur case blanche c4 · Pion blanc sur case noire d4 · Roi noir sur case blanche e4 · Fou noir sur case noire a3 · Cavalier noir sur case blanche d3 · Cavalier blanc sur case noire e3 · Tour blanche sur case blanche f3 · Roi blanc sur case noire g3 · Fou blanc sur case blanche h3 · Fou noir sur case blanche c2 · Pion blanc sur case blanche e2 · Dame blanche sur case noire a1 | Fou blanc sur case noire h8 · Cavalier blanc sur case noire c7 · Pion noir sur case blanche e6 · Pion noir sur case blanche b5 · Pion noir sur case noire g5 · Pion blanc sur case noire b4 · Cavalier noir sur case blanche c4 · Pion blanc sur case noire d4 · Roi noir sur case blanche e4 · Fou noir sur case noire a3 · Cavalier noir sur case blanche d3 · Cavalier blanc sur case noire e3 · Tour blanche sur case blanche f3 · Roi blanc sur case noire g3 · Fou blanc sur case blanche h3 · Fou noir sur case blanche c2 · Pion blanc sur case blanche e2 · Dame blanche sur case noire a1 | 6 |
| 5 | Fou blanc sur case noire h8 · Cavalier blanc sur case noire c7 · Pion noir sur case blanche e6 · Pion noir sur case blanche b5 · Pion noir sur case noire g5 · Pion blanc sur case noire b4 · Cavalier noir sur case blanche c4 · Pion blanc sur case noire d4 · Roi noir sur case blanche e4 · Fou noir sur case noire a3 · Cavalier noir sur case blanche d3 · Cavalier blanc sur case noire e3 · Tour blanche sur case blanche f3 · Roi blanc sur case noire g3 · Fou blanc sur case blanche h3 · Fou noir sur case blanche c2 · Pion blanc sur case blanche e2 · Dame blanche sur case noire a1 | Fou blanc sur case noire h8 · Cavalier blanc sur case noire c7 · Pion noir sur case blanche e6 · Pion noir sur case blanche b5 · Pion noir sur case noire g5 · Pion blanc sur case noire b4 · Cavalier noir sur case blanche c4 · Pion blanc sur case noire d4 · Roi noir sur case blanche e4 · Fou noir sur case noire a3 · Cavalier noir sur case blanche d3 · Cavalier blanc sur case noire e3 · Tour blanche sur case blanche f3 · Roi blanc sur case noire g3 · Fou blanc sur case blanche h3 · Fou noir sur case blanche c2 · Pion blanc sur case blanche e2 · Dame blanche sur case noire a1 | Fou blanc sur case noire h8 · Cavalier blanc sur case noire c7 · Pion noir sur case blanche e6 · Pion noir sur case blanche b5 · Pion noir sur case noire g5 · Pion blanc sur case noire b4 · Cavalier noir sur case blanche c4 · Pion blanc sur case noire d4 · Roi noir sur case blanche e4 · Fou noir sur case noire a3 · Cavalier noir sur case blanche d3 · Cavalier blanc sur case noire e3 · Tour blanche sur case blanche f3 · Roi blanc sur case noire g3 · Fou blanc sur case blanche h3 · Fou noir sur case blanche c2 · Pion blanc sur case blanche e2 · Dame blanche sur case noire a1 | Fou blanc sur case noire h8 · Cavalier blanc sur case noire c7 · Pion noir sur case blanche e6 · Pion noir sur case blanche b5 · Pion noir sur case noire g5 · Pion blanc sur case noire b4 · Cavalier noir sur case blanche c4 · Pion blanc sur case noire d4 · Roi noir sur case blanche e4 · Fou noir sur case noire a3 · Cavalier noir sur case blanche d3 · Cavalier blanc sur case noire e3 · Tour blanche sur case blanche f3 · Roi blanc sur case noire g3 · Fou blanc sur case blanche h3 · Fou noir sur case blanche c2 · Pion blanc sur case blanche e2 · Dame blanche sur case noire a1 | Fou blanc sur case noire h8 · Cavalier blanc sur case noire c7 · Pion noir sur case blanche e6 · Pion noir sur case blanche b5 · Pion noir sur case noire g5 · Pion blanc sur case noire b4 · Cavalier noir sur case blanche c4 · Pion blanc sur case noire d4 · Roi noir sur case blanche e4 · Fou noir sur case noire a3 · Cavalier noir sur case blanche d3 · Cavalier blanc sur case noire e3 · Tour blanche sur case blanche f3 · Roi blanc sur case noire g3 · Fou blanc sur case blanche h3 · Fou noir sur case blanche c2 · Pion blanc sur case blanche e2 · Dame blanche sur case noire a1 | Fou blanc sur case noire h8 · Cavalier blanc sur case noire c7 · Pion noir sur case blanche e6 · Pion noir sur case blanche b5 · Pion noir sur case noire g5 · Pion blanc sur case noire b4 · Cavalier noir sur case blanche c4 · Pion blanc sur case noire d4 · Roi noir sur case blanche e4 · Fou noir sur case noire a3 · Cavalier noir sur case blanche d3 · Cavalier blanc sur case noire e3 · Tour blanche sur case blanche f3 · Roi blanc sur case noire g3 · Fou blanc sur case blanche h3 · Fou noir sur case blanche c2 · Pion blanc sur case blanche e2 · Dame blanche sur case noire a1 | Fou blanc sur case noire h8 · Cavalier blanc sur case noire c7 · Pion noir sur case blanche e6 · Pion noir sur case blanche b5 · Pion noir sur case noire g5 · Pion blanc sur case noire b4 · Cavalier noir sur case blanche c4 · Pion blanc sur case noire d4 · Roi noir sur case blanche e4 · Fou noir sur case noire a3 · Cavalier noir sur case blanche d3 · Cavalier blanc sur case noire e3 · Tour blanche sur case blanche f3 · Roi blanc sur case noire g3 · Fou blanc sur case blanche h3 · Fou noir sur case blanche c2 · Pion blanc sur case blanche e2 · Dame blanche sur case noire a1 | Fou blanc sur case noire h8 · Cavalier blanc sur case noire c7 · Pion noir sur case blanche e6 · Pion noir sur case blanche b5 · Pion noir sur case noire g5 · Pion blanc sur case noire b4 · Cavalier noir sur case blanche c4 · Pion blanc sur case noire d4 · Roi noir sur case blanche e4 · Fou noir sur case noire a3 · Cavalier noir sur case blanche d3 · Cavalier blanc sur case noire e3 · Tour blanche sur case blanche f3 · Roi blanc sur case noire g3 · Fou blanc sur case blanche h3 · Fou noir sur case blanche c2 · Pion blanc sur case blanche e2 · Dame blanche sur case noire a1 | 5 |
| 4 | Fou blanc sur case noire h8 · Cavalier blanc sur case noire c7 · Pion noir sur case blanche e6 · Pion noir sur case blanche b5 · Pion noir sur case noire g5 · Pion blanc sur case noire b4 · Cavalier noir sur case blanche c4 · Pion blanc sur case noire d4 · Roi noir sur case blanche e4 · Fou noir sur case noire a3 · Cavalier noir sur case blanche d3 · Cavalier blanc sur case noire e3 · Tour blanche sur case blanche f3 · Roi blanc sur case noire g3 · Fou blanc sur case blanche h3 · Fou noir sur case blanche c2 · Pion blanc sur case blanche e2 · Dame blanche sur case noire a1 | Fou blanc sur case noire h8 · Cavalier blanc sur case noire c7 · Pion noir sur case blanche e6 · Pion noir sur case blanche b5 · Pion noir sur case noire g5 · Pion blanc sur case noire b4 · Cavalier noir sur case blanche c4 · Pion blanc sur case noire d4 · Roi noir sur case blanche e4 · Fou noir sur case noire a3 · Cavalier noir sur case blanche d3 · Cavalier blanc sur case noire e3 · Tour blanche sur case blanche f3 · Roi blanc sur case noire g3 · Fou blanc sur case blanche h3 · Fou noir sur case blanche c2 · Pion blanc sur case blanche e2 · Dame blanche sur case noire a1 | Fou blanc sur case noire h8 · Cavalier blanc sur case noire c7 · Pion noir sur case blanche e6 · Pion noir sur case blanche b5 · Pion noir sur case noire g5 · Pion blanc sur case noire b4 · Cavalier noir sur case blanche c4 · Pion blanc sur case noire d4 · Roi noir sur case blanche e4 · Fou noir sur case noire a3 · Cavalier noir sur case blanche d3 · Cavalier blanc sur case noire e3 · Tour blanche sur case blanche f3 · Roi blanc sur case noire g3 · Fou blanc sur case blanche h3 · Fou noir sur case blanche c2 · Pion blanc sur case blanche e2 · Dame blanche sur case noire a1 | Fou blanc sur case noire h8 · Cavalier blanc sur case noire c7 · Pion noir sur case blanche e6 · Pion noir sur case blanche b5 · Pion noir sur case noire g5 · Pion blanc sur case noire b4 · Cavalier noir sur case blanche c4 · Pion blanc sur case noire d4 · Roi noir sur case blanche e4 · Fou noir sur case noire a3 · Cavalier noir sur case blanche d3 · Cavalier blanc sur case noire e3 · Tour blanche sur case blanche f3 · Roi blanc sur case noire g3 · Fou blanc sur case blanche h3 · Fou noir sur case blanche c2 · Pion blanc sur case blanche e2 · Dame blanche sur case noire a1 | Fou blanc sur case noire h8 · Cavalier blanc sur case noire c7 · Pion noir sur case blanche e6 · Pion noir sur case blanche b5 · Pion noir sur case noire g5 · Pion blanc sur case noire b4 · Cavalier noir sur case blanche c4 · Pion blanc sur case noire d4 · Roi noir sur case blanche e4 · Fou noir sur case noire a3 · Cavalier noir sur case blanche d3 · Cavalier blanc sur case noire e3 · Tour blanche sur case blanche f3 · Roi blanc sur case noire g3 · Fou blanc sur case blanche h3 · Fou noir sur case blanche c2 · Pion blanc sur case blanche e2 · Dame blanche sur case noire a1 | Fou blanc sur case noire h8 · Cavalier blanc sur case noire c7 · Pion noir sur case blanche e6 · Pion noir sur case blanche b5 · Pion noir sur case noire g5 · Pion blanc sur case noire b4 · Cavalier noir sur case blanche c4 · Pion blanc sur case noire d4 · Roi noir sur case blanche e4 · Fou noir sur case noire a3 · Cavalier noir sur case blanche d3 · Cavalier blanc sur case noire e3 · Tour blanche sur case blanche f3 · Roi blanc sur case noire g3 · Fou blanc sur case blanche h3 · Fou noir sur case blanche c2 · Pion blanc sur case blanche e2 · Dame blanche sur case noire a1 | Fou blanc sur case noire h8 · Cavalier blanc sur case noire c7 · Pion noir sur case blanche e6 · Pion noir sur case blanche b5 · Pion noir sur case noire g5 · Pion blanc sur case noire b4 · Cavalier noir sur case blanche c4 · Pion blanc sur case noire d4 · Roi noir sur case blanche e4 · Fou noir sur case noire a3 · Cavalier noir sur case blanche d3 · Cavalier blanc sur case noire e3 · Tour blanche sur case blanche f3 · Roi blanc sur case noire g3 · Fou blanc sur case blanche h3 · Fou noir sur case blanche c2 · Pion blanc sur case blanche e2 · Dame blanche sur case noire a1 | Fou blanc sur case noire h8 · Cavalier blanc sur case noire c7 · Pion noir sur case blanche e6 · Pion noir sur case blanche b5 · Pion noir sur case noire g5 · Pion blanc sur case noire b4 · Cavalier noir sur case blanche c4 · Pion blanc sur case noire d4 · Roi noir sur case blanche e4 · Fou noir sur case noire a3 · Cavalier noir sur case blanche d3 · Cavalier blanc sur case noire e3 · Tour blanche sur case blanche f3 · Roi blanc sur case noire g3 · Fou blanc sur case blanche h3 · Fou noir sur case blanche c2 · Pion blanc sur case blanche e2 · Dame blanche sur case noire a1 | 4 |
| 3 | Fou blanc sur case noire h8 · Cavalier blanc sur case noire c7 · Pion noir sur case blanche e6 · Pion noir sur case blanche b5 · Pion noir sur case noire g5 · Pion blanc sur case noire b4 · Cavalier noir sur case blanche c4 · Pion blanc sur case noire d4 · Roi noir sur case blanche e4 · Fou noir sur case noire a3 · Cavalier noir sur case blanche d3 · Cavalier blanc sur case noire e3 · Tour blanche sur case blanche f3 · Roi blanc sur case noire g3 · Fou blanc sur case blanche h3 · Fou noir sur case blanche c2 · Pion blanc sur case blanche e2 · Dame blanche sur case noire a1 | Fou blanc sur case noire h8 · Cavalier blanc sur case noire c7 · Pion noir sur case blanche e6 · Pion noir sur case blanche b5 · Pion noir sur case noire g5 · Pion blanc sur case noire b4 · Cavalier noir sur case blanche c4 · Pion blanc sur case noire d4 · Roi noir sur case blanche e4 · Fou noir sur case noire a3 · Cavalier noir sur case blanche d3 · Cavalier blanc sur case noire e3 · Tour blanche sur case blanche f3 · Roi blanc sur case noire g3 · Fou blanc sur case blanche h3 · Fou noir sur case blanche c2 · Pion blanc sur case blanche e2 · Dame blanche sur case noire a1 | Fou blanc sur case noire h8 · Cavalier blanc sur case noire c7 · Pion noir sur case blanche e6 · Pion noir sur case blanche b5 · Pion noir sur case noire g5 · Pion blanc sur case noire b4 · Cavalier noir sur case blanche c4 · Pion blanc sur case noire d4 · Roi noir sur case blanche e4 · Fou noir sur case noire a3 · Cavalier noir sur case blanche d3 · Cavalier blanc sur case noire e3 · Tour blanche sur case blanche f3 · Roi blanc sur case noire g3 · Fou blanc sur case blanche h3 · Fou noir sur case blanche c2 · Pion blanc sur case blanche e2 · Dame blanche sur case noire a1 | Fou blanc sur case noire h8 · Cavalier blanc sur case noire c7 · Pion noir sur case blanche e6 · Pion noir sur case blanche b5 · Pion noir sur case noire g5 · Pion blanc sur case noire b4 · Cavalier noir sur case blanche c4 · Pion blanc sur case noire d4 · Roi noir sur case blanche e4 · Fou noir sur case noire a3 · Cavalier noir sur case blanche d3 · Cavalier blanc sur case noire e3 · Tour blanche sur case blanche f3 · Roi blanc sur case noire g3 · Fou blanc sur case blanche h3 · Fou noir sur case blanche c2 · Pion blanc sur case blanche e2 · Dame blanche sur case noire a1 | Fou blanc sur case noire h8 · Cavalier blanc sur case noire c7 · Pion noir sur case blanche e6 · Pion noir sur case blanche b5 · Pion noir sur case noire g5 · Pion blanc sur case noire b4 · Cavalier noir sur case blanche c4 · Pion blanc sur case noire d4 · Roi noir sur case blanche e4 · Fou noir sur case noire a3 · Cavalier noir sur case blanche d3 · Cavalier blanc sur case noire e3 · Tour blanche sur case blanche f3 · Roi blanc sur case noire g3 · Fou blanc sur case blanche h3 · Fou noir sur case blanche c2 · Pion blanc sur case blanche e2 · Dame blanche sur case noire a1 | Fou blanc sur case noire h8 · Cavalier blanc sur case noire c7 · Pion noir sur case blanche e6 · Pion noir sur case blanche b5 · Pion noir sur case noire g5 · Pion blanc sur case noire b4 · Cavalier noir sur case blanche c4 · Pion blanc sur case noire d4 · Roi noir sur case blanche e4 · Fou noir sur case noire a3 · Cavalier noir sur case blanche d3 · Cavalier blanc sur case noire e3 · Tour blanche sur case blanche f3 · Roi blanc sur case noire g3 · Fou blanc sur case blanche h3 · Fou noir sur case blanche c2 · Pion blanc sur case blanche e2 · Dame blanche sur case noire a1 | Fou blanc sur case noire h8 · Cavalier blanc sur case noire c7 · Pion noir sur case blanche e6 · Pion noir sur case blanche b5 · Pion noir sur case noire g5 · Pion blanc sur case noire b4 · Cavalier noir sur case blanche c4 · Pion blanc sur case noire d4 · Roi noir sur case blanche e4 · Fou noir sur case noire a3 · Cavalier noir sur case blanche d3 · Cavalier blanc sur case noire e3 · Tour blanche sur case blanche f3 · Roi blanc sur case noire g3 · Fou blanc sur case blanche h3 · Fou noir sur case blanche c2 · Pion blanc sur case blanche e2 · Dame blanche sur case noire a1 | Fou blanc sur case noire h8 · Cavalier blanc sur case noire c7 · Pion noir sur case blanche e6 · Pion noir sur case blanche b5 · Pion noir sur case noire g5 · Pion blanc sur case noire b4 · Cavalier noir sur case blanche c4 · Pion blanc sur case noire d4 · Roi noir sur case blanche e4 · Fou noir sur case noire a3 · Cavalier noir sur case blanche d3 · Cavalier blanc sur case noire e3 · Tour blanche sur case blanche f3 · Roi blanc sur case noire g3 · Fou blanc sur case blanche h3 · Fou noir sur case blanche c2 · Pion blanc sur case blanche e2 · Dame blanche sur case noire a1 | 3 |
| 2 | Fou blanc sur case noire h8 · Cavalier blanc sur case noire c7 · Pion noir sur case blanche e6 · Pion noir sur case blanche b5 · Pion noir sur case noire g5 · Pion blanc sur case noire b4 · Cavalier noir sur case blanche c4 · Pion blanc sur case noire d4 · Roi noir sur case blanche e4 · Fou noir sur case noire a3 · Cavalier noir sur case blanche d3 · Cavalier blanc sur case noire e3 · Tour blanche sur case blanche f3 · Roi blanc sur case noire g3 · Fou blanc sur case blanche h3 · Fou noir sur case blanche c2 · Pion blanc sur case blanche e2 · Dame blanche sur case noire a1 | Fou blanc sur case noire h8 · Cavalier blanc sur case noire c7 · Pion noir sur case blanche e6 · Pion noir sur case blanche b5 · Pion noir sur case noire g5 · Pion blanc sur case noire b4 · Cavalier noir sur case blanche c4 · Pion blanc sur case noire d4 · Roi noir sur case blanche e4 · Fou noir sur case noire a3 · Cavalier noir sur case blanche d3 · Cavalier blanc sur case noire e3 · Tour blanche sur case blanche f3 · Roi blanc sur case noire g3 · Fou blanc sur case blanche h3 · Fou noir sur case blanche c2 · Pion blanc sur case blanche e2 · Dame blanche sur case noire a1 | Fou blanc sur case noire h8 · Cavalier blanc sur case noire c7 · Pion noir sur case blanche e6 · Pion noir sur case blanche b5 · Pion noir sur case noire g5 · Pion blanc sur case noire b4 · Cavalier noir sur case blanche c4 · Pion blanc sur case noire d4 · Roi noir sur case blanche e4 · Fou noir sur case noire a3 · Cavalier noir sur case blanche d3 · Cavalier blanc sur case noire e3 · Tour blanche sur case blanche f3 · Roi blanc sur case noire g3 · Fou blanc sur case blanche h3 · Fou noir sur case blanche c2 · Pion blanc sur case blanche e2 · Dame blanche sur case noire a1 | Fou blanc sur case noire h8 · Cavalier blanc sur case noire c7 · Pion noir sur case blanche e6 · Pion noir sur case blanche b5 · Pion noir sur case noire g5 · Pion blanc sur case noire b4 · Cavalier noir sur case blanche c4 · Pion blanc sur case noire d4 · Roi noir sur case blanche e4 · Fou noir sur case noire a3 · Cavalier noir sur case blanche d3 · Cavalier blanc sur case noire e3 · Tour blanche sur case blanche f3 · Roi blanc sur case noire g3 · Fou blanc sur case blanche h3 · Fou noir sur case blanche c2 · Pion blanc sur case blanche e2 · Dame blanche sur case noire a1 | Fou blanc sur case noire h8 · Cavalier blanc sur case noire c7 · Pion noir sur case blanche e6 · Pion noir sur case blanche b5 · Pion noir sur case noire g5 · Pion blanc sur case noire b4 · Cavalier noir sur case blanche c4 · Pion blanc sur case noire d4 · Roi noir sur case blanche e4 · Fou noir sur case noire a3 · Cavalier noir sur case blanche d3 · Cavalier blanc sur case noire e3 · Tour blanche sur case blanche f3 · Roi blanc sur case noire g3 · Fou blanc sur case blanche h3 · Fou noir sur case blanche c2 · Pion blanc sur case blanche e2 · Dame blanche sur case noire a1 | Fou blanc sur case noire h8 · Cavalier blanc sur case noire c7 · Pion noir sur case blanche e6 · Pion noir sur case blanche b5 · Pion noir sur case noire g5 · Pion blanc sur case noire b4 · Cavalier noir sur case blanche c4 · Pion blanc sur case noire d4 · Roi noir sur case blanche e4 · Fou noir sur case noire a3 · Cavalier noir sur case blanche d3 · Cavalier blanc sur case noire e3 · Tour blanche sur case blanche f3 · Roi blanc sur case noire g3 · Fou blanc sur case blanche h3 · Fou noir sur case blanche c2 · Pion blanc sur case blanche e2 · Dame blanche sur case noire a1 | Fou blanc sur case noire h8 · Cavalier blanc sur case noire c7 · Pion noir sur case blanche e6 · Pion noir sur case blanche b5 · Pion noir sur case noire g5 · Pion blanc sur case noire b4 · Cavalier noir sur case blanche c4 · Pion blanc sur case noire d4 · Roi noir sur case blanche e4 · Fou noir sur case noire a3 · Cavalier noir sur case blanche d3 · Cavalier blanc sur case noire e3 · Tour blanche sur case blanche f3 · Roi blanc sur case noire g3 · Fou blanc sur case blanche h3 · Fou noir sur case blanche c2 · Pion blanc sur case blanche e2 · Dame blanche sur case noire a1 | Fou blanc sur case noire h8 · Cavalier blanc sur case noire c7 · Pion noir sur case blanche e6 · Pion noir sur case blanche b5 · Pion noir sur case noire g5 · Pion blanc sur case noire b4 · Cavalier noir sur case blanche c4 · Pion blanc sur case noire d4 · Roi noir sur case blanche e4 · Fou noir sur case noire a3 · Cavalier noir sur case blanche d3 · Cavalier blanc sur case noire e3 · Tour blanche sur case blanche f3 · Roi blanc sur case noire g3 · Fou blanc sur case blanche h3 · Fou noir sur case blanche c2 · Pion blanc sur case blanche e2 · Dame blanche sur case noire a1 | 2 |
| 1 | Fou blanc sur case noire h8 · Cavalier blanc sur case noire c7 · Pion noir sur case blanche e6 · Pion noir sur case blanche b5 · Pion noir sur case noire g5 · Pion blanc sur case noire b4 · Cavalier noir sur case blanche c4 · Pion blanc sur case noire d4 · Roi noir sur case blanche e4 · Fou noir sur case noire a3 · Cavalier noir sur case blanche d3 · Cavalier blanc sur case noire e3 · Tour blanche sur case blanche f3 · Roi blanc sur case noire g3 · Fou blanc sur case blanche h3 · Fou noir sur case blanche c2 · Pion blanc sur case blanche e2 · Dame blanche sur case noire a1 | Fou blanc sur case noire h8 · Cavalier blanc sur case noire c7 · Pion noir sur case blanche e6 · Pion noir sur case blanche b5 · Pion noir sur case noire g5 · Pion blanc sur case noire b4 · Cavalier noir sur case blanche c4 · Pion blanc sur case noire d4 · Roi noir sur case blanche e4 · Fou noir sur case noire a3 · Cavalier noir sur case blanche d3 · Cavalier blanc sur case noire e3 · Tour blanche sur case blanche f3 · Roi blanc sur case noire g3 · Fou blanc sur case blanche h3 · Fou noir sur case blanche c2 · Pion blanc sur case blanche e2 · Dame blanche sur case noire a1 | Fou blanc sur case noire h8 · Cavalier blanc sur case noire c7 · Pion noir sur case blanche e6 · Pion noir sur case blanche b5 · Pion noir sur case noire g5 · Pion blanc sur case noire b4 · Cavalier noir sur case blanche c4 · Pion blanc sur case noire d4 · Roi noir sur case blanche e4 · Fou noir sur case noire a3 · Cavalier noir sur case blanche d3 · Cavalier blanc sur case noire e3 · Tour blanche sur case blanche f3 · Roi blanc sur case noire g3 · Fou blanc sur case blanche h3 · Fou noir sur case blanche c2 · Pion blanc sur case blanche e2 · Dame blanche sur case noire a1 | Fou blanc sur case noire h8 · Cavalier blanc sur case noire c7 · Pion noir sur case blanche e6 · Pion noir sur case blanche b5 · Pion noir sur case noire g5 · Pion blanc sur case noire b4 · Cavalier noir sur case blanche c4 · Pion blanc sur case noire d4 · Roi noir sur case blanche e4 · Fou noir sur case noire a3 · Cavalier noir sur case blanche d3 · Cavalier blanc sur case noire e3 · Tour blanche sur case blanche f3 · Roi blanc sur case noire g3 · Fou blanc sur case blanche h3 · Fou noir sur case blanche c2 · Pion blanc sur case blanche e2 · Dame blanche sur case noire a1 | Fou blanc sur case noire h8 · Cavalier blanc sur case noire c7 · Pion noir sur case blanche e6 · Pion noir sur case blanche b5 · Pion noir sur case noire g5 · Pion blanc sur case noire b4 · Cavalier noir sur case blanche c4 · Pion blanc sur case noire d4 · Roi noir sur case blanche e4 · Fou noir sur case noire a3 · Cavalier noir sur case blanche d3 · Cavalier blanc sur case noire e3 · Tour blanche sur case blanche f3 · Roi blanc sur case noire g3 · Fou blanc sur case blanche h3 · Fou noir sur case blanche c2 · Pion blanc sur case blanche e2 · Dame blanche sur case noire a1 | Fou blanc sur case noire h8 · Cavalier blanc sur case noire c7 · Pion noir sur case blanche e6 · Pion noir sur case blanche b5 · Pion noir sur case noire g5 · Pion blanc sur case noire b4 · Cavalier noir sur case blanche c4 · Pion blanc sur case noire d4 · Roi noir sur case blanche e4 · Fou noir sur case noire a3 · Cavalier noir sur case blanche d3 · Cavalier blanc sur case noire e3 · Tour blanche sur case blanche f3 · Roi blanc sur case noire g3 · Fou blanc sur case blanche h3 · Fou noir sur case blanche c2 · Pion blanc sur case blanche e2 · Dame blanche sur case noire a1 | Fou blanc sur case noire h8 · Cavalier blanc sur case noire c7 · Pion noir sur case blanche e6 · Pion noir sur case blanche b5 · Pion noir sur case noire g5 · Pion blanc sur case noire b4 · Cavalier noir sur case blanche c4 · Pion blanc sur case noire d4 · Roi noir sur case blanche e4 · Fou noir sur case noire a3 · Cavalier noir sur case blanche d3 · Cavalier blanc sur case noire e3 · Tour blanche sur case blanche f3 · Roi blanc sur case noire g3 · Fou blanc sur case blanche h3 · Fou noir sur case blanche c2 · Pion blanc sur case blanche e2 · Dame blanche sur case noire a1 | Fou blanc sur case noire h8 · Cavalier blanc sur case noire c7 · Pion noir sur case blanche e6 · Pion noir sur case blanche b5 · Pion noir sur case noire g5 · Pion blanc sur case noire b4 · Cavalier noir sur case blanche c4 · Pion blanc sur case noire d4 · Roi noir sur case blanche e4 · Fou noir sur case noire a3 · Cavalier noir sur case blanche d3 · Cavalier blanc sur case noire e3 · Tour blanche sur case blanche f3 · Roi blanc sur case noire g3 · Fou blanc sur case blanche h3 · Fou noir sur case blanche c2 · Pion blanc sur case blanche e2 · Dame blanche sur case noire a1 | 1 |
|   | a | b | c | d | e | f | g | h |   |

Mat en 2 coups

1.C×b5? [2.Cç3‡]

1…Cçé5 2.Cd6‡

mais 1…Cdé5! 

1.Céd5? [2.Cf6,Cç3‡]

mais 1…Fb2! 

1.Cg4? [2.Cf6‡]

mais 1…Cçb2! 

1.Cd1! [2.Cç3‡]

1…Cçé5 2.Té3‡

1…Cdé5 2.Cf2‡

1…é5 2.Ff5‡

1…F×d1 2.é×d3‡

1…Fb2,F×b4 2.Da8‡